# Coupe du monde d'escrime 2023-2024
Navigation
Édition précédente Édition suivante
La coupe du monde d'escrime 2023-2024 est la 53e édition de la coupe du monde d'escrime, compétition d'escrime organisée annuellement par la Fédération internationale d'escrime. Elle débute le 9 novembre 2023 à Alger et s'achève le 4 août 2024 au terme des Jeux olympiques. Le calendrier officiel comporte huit compétitions (cinq tournois de catégorie A et trois Grands Prix) par arme, en plus des championnats de zone et des Jeux.

## Distribution des points

### Individuel
Les compétitions du calendrier se divisent en cinq catégories. Toutes rapportent des points comptant pour la coupe du monde selon un coefficient préétabli : coefficient 1 pour les épreuves de coupe du monde et championnats de zone, coefficient 1,5 pour les grands prix, coefficient 2,5 pour les championnats du monde et coefficient 3 pour les Jeux Olympiques. Les tournois satellite, destinés à familiariser de jeunes tireurs avec les compétitions internationales, rapportent peu de points.
Pour calculer le classement d'un escrimeur, seuls comptent les cinq meilleurs totaux de points obtenus au cours des épreuves de coupe du monde, Grand Prix ou satellites, ainsi que les championnats du monde et de zone et Jeux olympiques.
| Rang                                 | 1er | 2e | 3e | 5e à 8e | 9e à 16e | 17e à 32e | 33e à 64e | 65e à 96e | 97e à 128e | 129e à 256e |
| ------------------------------------ | --- | -- | -- | ------- | -------- | --------- | --------- | --------- | ---------- | ----------- |
| Satellite                            | 4   | 3  | 2  | 1       | 0        | 0         | 0         | 0         | 0          | 0           |
| Coupe du monde                       | 32  | 26 | 20 | 14      | 8        | 4         | 2         | 1         | 0,5        | 0,25        |
| Championnats continentaux Grand Prix | 48  | 39 | 30 | 21      | 12       | 6         | 3         | 1,5       | 0,75       | 0,375       |
| Championnats du monde                | 80  | 65 | 50 | 35      | 20       | 10        | 5         | 2,5       | 1,25       | 0,625       |
| Jeux Olympiques                      | 96  | 78 | 60 | 42      | 24       | 12        | 6         | 3         | 1,5        | 0,75        |

### Par équipes
Le partage des points est le même pour toutes les compétitions par équipes, sauf pour les championnats du monde qui rapportent le double.
Pour calculer le classement d'une équipe, seuls comptent les quatre meilleurs résultats des épreuves de coupe du monde, ainsi que ceux des championnats du monde ou des Jeux Olympiques et les résultats des championnats de zone.
| Rang                                     | 1er | 2e  | 3e | 4e | 5e | 6e | 7e | 8e | 9e | 10e | 11e | 12e | 13e | 14e | 15e | 16e | 17e à 32e |
| ---------------------------------------- | --- | --- | -- | -- | -- | -- | -- | -- | -- | --- | --- | --- | --- | --- | --- | --- | --------- |
| Championnats continentaux Coupe du monde | 64  | 52  | 40 | 36 | 32 | 30 | 28 | 26 | 25 | 24  | 23  | 22  | 21  | 20  | 19  | 18  | 8         |
| Championnats du monde                    | 128 | 104 | 80 | 72 | 64 | 60 | 56 | 52 | 50 | 48  | 46  | 44  | 42  | 40  | 38  | 36  | 16        |

## Faits notoires

### Retraites sportives
- À la suite de la non-qualification de l'équipe suisse pour les Jeux olympiques de Paris et sa non-sélection pour le tournoi de qualification olympique, l'épéiste Max Heinzer (36 ans) annonce se retirer après les championnats d'Europe qui se déroulent dans son pays, à Bâle[3].
- Le champion olympique de fleuret italien Daniele Garozzo, 31 ans, annonce prendre sa retraite et renoncer aux Jeux olympiques de Paris fin avril, après la découverte d'un problème cardiaque[4].

### Changements de numéros 1 mondiaux
Épée messieurs : 
|             | 2023 2024 |           |             |           |              |               |            |           |              |               |            |   |
|             | ◀         | • Berne   | • Vancouver | • GP Doha | • Heidenheim | • GP Budapest | • Tbilissi | • GP Cali | • Saint-Maur | • Ch. de Zone | • JO Paris | ▶ |
| Individuel  | Di Veroli | Di Veroli | Di Veroli   | Di Veroli | Di Veroli    | Koch          | Koch       | Koch      | Koch         | Koch          | Koch       |   |
| Par équipes | France    | France    | Italie      | Italie    | Hongrie      | Hongrie       | France     | France    | France       | France        | France     |   |

Épée dames : 
|             | 2023 2024    |              |              |              |              |               |           |           |              |               |            |   |
|             | ◀            | • Legnano    | • Vancouver  | • GP Doha    | • Barcelone  | • GP Budapest | • Nanjing | • GP Cali | • Abou Dhabi | • Ch. de Zone | • JO Paris | ▶ |
| Individuel  | Candassamy   | Kong         | Kong         | Kong         | Kong         | Kong          | Kong      | Kong      | Kong         | Kong          | Kong       |   |
| Par équipes | Corée du Sud | Corée du Sud | Corée du Sud | Corée du Sud | Corée du Sud | Corée du Sud  | Italie    | Italie    | Italie       | Italie        | Italie     |   |

Fleuret messieurs : 
|             | 2023 2024 |            |            |           |            |            |                 |             |               |               |            |   |
|             | ◀'        | • Istanbul | • Tokoname | • Paris   | • GP Turin | • Le Caire | • GP Washington | • Hong Kong | • GP Shanghai | • Ch. de Zone | • JO Paris | ▶ |
| Individuel  | Massialas | Massialas  | Massialas  | Massialas | Massialas  | Cheung     | Itkin           | Itkin       | Itkin         | Marini        | Marini     |   |
| Par équipes | Japon     | Japon      | Japon      | Japon     | Japon      | Japon      | Japon           | Japon       | Japon         | Japon         | Japon      |   |

Fleuret dames : 
|             | 2023 2024 |            |         |            |            |                 |            |             |               |               |            |   |
|             | ◀         | • Novi Sad | • Paris | • GP Turin | • Le Caire | • GP Washington | • Tbilissi | • Hong Kong | • GP Shanghai | • Ch. de Zone | • JO Paris | ▶ |
| Individuel  | Kiefer    | Kiefer     | Kiefer  | Kiefer     | Kiefer     | Kiefer          | Kiefer     | Kiefer      | Kiefer        | Errigo        | Errigo     |   |
| Par équipes | Italie    | Italie     | Italie  | Italie     | Italie     | Italie          | Italie     | Italie      | Italie        | Italie        | Italie     |   |

Sabre messieurs : 
|             | 2023 2024    |              |              |              |              |              |              |              |              |               |              |   |
|             | ◀            | • Alger      | • GP Orléans | • GP Tunis   | • Varsovie   | • Padoue     | • Budapest   | • GP Séoul   | • Madrid     | • Ch. de Zone | • JO Paris   | ▶ |
| Individuel  | Bazadze      | Bazadze      | Bazadze      | Bazadze      | Bazadze      | Bazadze      | Bazadze      | Bazadze      | Bazadze      | El-Sissy      | El-Sissy     |   |
| Par équipes | Corée du Sud | Corée du Sud | Corée du Sud | Corée du Sud | Corée du Sud | Corée du Sud | Corée du Sud | Corée du Sud | Corée du Sud | Corée du Sud  | Corée du Sud |   |

Sabre dames : 
|             | 2023 2024 |              |              |              |        |           |                |            |           |               |            |   |
|             | ◀         | • Alger      | • GP Orléans | • GP Tunis   | • Lima | • Athènes | • Sint-Niklaas | • GP Séoul | • Plovdiv | • Ch. de Zone | • JO Paris | ▶ |
| Individuel  | Balzer    | Balzer       | Balzer       | Balzer       | Balzer | Balzer    | Balzer         | Balzer     | Balzer    | Balzer        | Balzer     |   |
| Par équipes | France    | Corée du Sud | Corée du Sud | Corée du Sud | France | France    | France         | France     | France    | France        | France     |   |

## Calendrier
| Légende | Abrégé | Catégorie           |
|         | JO     | Jeux olympiques     |
|         | ChZ    | Championnat de zone |
|         | GP     | Grand Prix          |
|         | CoM    | Coupe du monde      |
|         | Sat.   | Tournoi satellite   |

### Dames

#### Circuit principal
| Date                                         | Nom et lieu du tournoi                  | Cat. | Arme    | Type    | Vainqueur                                                                                      | Finaliste                                                                                           | Troisièmes                                                                                           | T      |
| -------------------------------------------- | --------------------------------------- | ---- | ------- | ------- | ---------------------------------------------------------------------------------------------- | --------------------------------------------------------------------------------------------------- | --- | ------ |
| 09/11/2023                                   | Coupe du monde, Alger                   | CoM  | Sabre   | Indiv.  | Sara Balzer                                                                                    | Olha Kharlan                                                                                        | Déspina Georgiádou Theodóra Gkountoúra                                                               | [ 5 ]  |
| 09/11/2023                                   | Coupe du monde, Alger                   | CoM  | Sabre   | Par éq. | Corée du Sud- Choi Se-bin - Jeon Ha-young - Seo Ji-yeon - Yun So-yeon                          | France- Manon Apithy-Brunet - Sara Balzer - Sarah Noutcha - Caroline Quéroli                        | Hongrie- Sugár Katinka Battai - Renáta Katona - Liza Pusztai - Luca Szűcs                            | [ 6 ]  |
| 10/11/2023                                   | Coupe du monde, Legnano                 | CoM  | Épée    | Indiv.  | Margherita Guzzi Vincenti                                                                      | Pauline Brunner                                                                                     | Aleksandra Jarecka Katrina Lehis                                                                     | [ 7 ]  |
| 10/11/2023                                   | Coupe du monde, Legnano                 | CoM  | Épée    | Par éq. | Ukraine- Dzhoan Feybi Bezhura - Inna Brovko - Vlada Kharkova - Olena Kryvytska                 | Corée du Sud- Kang Young-mi - Lee Hye-in - Song Se-ra - Yu Dan-woo                                  | Pologne- Renata Knapik-Miazga - Magdalena Pawłowska - Martyna Swatowska-Wenglarczyk - Ewa Trzebińska | [ 8 ]  |
| 07/12/2023                                   | Coupe Peter Bakonyi, Vancouver          | CoM  | Épée    | Indiv.  | Coraline Vitalis                                                                               | Isabel Di Tella                                                                                     | Camille Nabeth Ruien Xiao                                                                            | [ 9 ]  |
| 07/12/2023                                   | Coupe Peter Bakonyi, Vancouver          | CoM  | Épée    | Par éq. | Estonie- Julia Beljajeva - Nelli Differt - Irina Embrich - Kristina Kuusk                      | États-Unis- Anne Cebula - Margherita Guzzi Vincenti - Katharine Holmes - Catherine Nixon            | Ukraine- Dzhoan Feybi Bezhura - Inna Brovko - Vlada Kharkova - Olena Kryvytska                       | [ 10 ] |
| 08/12/2023                                   | Trophée Nuoma, Orléans                  | GP   | Sabre   | Indiv.  | Manon Apithy-Brunet                                                                            | Olha Kharlan                                                                                        | Sara Balzer Cécilia Berder                                                                           | [ 11 ] |
| 08/12/2023                                   | Coupe du monde, Novi Sad                | CoM  | Fleuret | Indiv.  | Alice Volpi                                                                                    | Lee Kiefer                                                                                          | Leonie Ebert Jessica Guo                                                                             | [ 12 ] |
| 08/12/2023                                   | Coupe du monde, Novi Sad                | CoM  | Fleuret | Par éq. | États-Unis- Jacqueline Dubrovich - Lee Kiefer - Zander Rhodes - Lauren Scruggs                 | Italie- Arianna Errigo - Martina Favaretto - Francesca Palumbo - Alice Volpi                        | Japon- Sera Azuma - Komaki Kikuchi - Karin Miyawaki - Yūka Ueno                                      | [ 13 ] |
| 11/01/2024                                   | Challenge international de Paris, Paris | CoM  | Fleuret | Indiv.  | Chen Qingyuan                                                                                  | Elena Tangherlini                                                                                   | Martina Favaretto Jessica Guo                                                                        | [ 14 ] |
| 11/01/2024                                   | Challenge international de Paris, Paris | CoM  | Fleuret | Par éq. | Italie- Arianna Errigo - Martina Favaretto - Francesca Palumbo - Alice Volpi                   | France- Anita Blaze - Éva Lacheray - Pauline Ranvier - Ysaora Thibus                                | Pologne- Hanna Łyczbińska - Martyna Synoradzka - Julia Walczyk-Klimaszyk - Karolina Zurawska         | [ 15 ] |
| 12/01/2024                                   | Grand Prix, Tunis                       | GP   | Sabre   | Indiv.  | Lucía Martín-Portugués                                                                         | Nisanur Erbil                                                                                       | Choi Se-bin Chiara Mormile                                                                           | [ 16 ] |
| 29/01/2024                                   | Grand Prix du Qatar, Doha               | GP   | Épée    | Indiv.  | Vivian Kong                                                                                    | Giulia Rizzi                                                                                        | Hadley Husisian Daria Varfolomyeyeva                                                                 | [ 17 ] |
| 09/02/2024                                   | Grand Prix, Turin                       | GP   | Fleuret | Indiv.  | Lee Kiefer                                                                                     | Martina Favaretto                                                                                   | Arianna Errigo Anne Sauer                                                                            | [ 18 ] |
| 09/02/2024                                   | Ville de Barcelone, Barcelone           | CoM  | Épée    | Indiv.  | Vivian Kong                                                                                    | Song Se-ra                                                                                          | Renata Knapik-Miazga Eszter Muhari                                                                   | [ 19 ] |
| 09/02/2024                                   | Ville de Barcelone, Barcelone           | CoM  | Épée    | Par éq. | Italie- Rossella Fiamingo - Mara Navarria - Giulia Rizzi - Alberta Santuccio                   | Corée du Sud- Kang Young-mi - Lee Hye-in - Lim Tae-hee - Song Se-ra                                 | Chine- Sun Yiwen - Tang Junyao - Xu Nuo - Yu Sihan                                                   | [ 20 ] |
| 09/02/2024                                   | Coupe du monde, Lima                    | CoM  | Sabre   | Indiv.  | Olha Kharlan                                                                                   | Sugár Katinka Battai                                                                                | Zaynab Dayibekova Elizabeth Tartakovsky                                                              | [ 21 ] |
| 09/02/2024                                   | Coupe du monde, Lima                    | CoM  | Sabre   | Par éq. | France- Manon Apithy-Brunet - Cécilia Berder - Sarah Noutcha - Caroline Quéroli                | Italie- Michela Battiston - Martina Criscio - Chiara Mormile - Irene Vecchi                         | Hongrie- Sugár Katinka Battai - Renáta Katona - Liza Pusztai - Luca Szűcs                            | [ 22 ] |
| 22/02/2024                                   | Coupe du monde, Le Caire                | CoM  | Fleuret | Indiv.  | Martina Favaretto                                                                              | Lee Kiefer                                                                                          | Jacqueline Dubrovich Martina Sinigalia                                                               | [ 23 ] |
| 22/02/2024                                   | Coupe du monde, Le Caire                | CoM  | Fleuret | Par éq. | États-Unis- Jacqueline Dubrovich - Lee Kiefer - Lauren Scruggs - Maia Weintraub                | Italie- Arianna Errigo - Martina Favaretto - Francesca Palumbo - Alice Volpi                        | Japon- Sera Azuma - Karin Miyawaki - Sumire Tsuji - Yūka Ueno                                        | [ 24 ] |
| 01/03/2024                                   | Coupe Akropolis, Athènes                | CoM  | Sabre   | Indiv.  | Sara Balzer                                                                                    | Lucía Martín-Portugués                                                                              | Manon Apithy-Brunet Olha Kharlan                                                                     | [ 25 ] |
| 01/03/2024                                   | Coupe Akropolis, Athènes                | CoM  | Sabre   | Par éq. | France- Manon Apithy-Brunet - Sara Balzer - Cécilia Berder - Sarah Noutcha                     | Ukraine- Yuliya Bakastova - Olha Kharlan - Alina Komashchuk - Olena Kravatska                       | Bulgarie- Kalina Atanasova - Olga Hramova - Yoana Ilieva - Emma Neikova                              | [ 26 ] |
| 08/03/2024                                   | Grand Prix Westend, Budapest            | GP   | Épée    | Indiv.  | Anna Kun                                                                                       | Eszter Muhari                                                                                       | Marie-Florence Candassamy Nathalie Moellhausen                                                       | [ 27 ] |
| 15/03/2024                                   | Grand Prix, Washington                  | GP   | Fleuret | Indiv.  | Lee Kiefer                                                                                     | Arianna Errigo                                                                                      | Anne Sauer Lauren Scruggs                                                                            | [ 28 ] |
| 15/03/2024                                   | Coupe du monde, Saint-Nicolas           | CoM  | Sabre   | Indiv.  | Sara Balzer                                                                                    | Misaki Emura                                                                                        | Martina Criscio Theodóra Gkountoúra                                                                  | [ 29 ] |
| 15/03/2024                                   | Coupe du monde, Saint-Nicolas           | CoM  | Sabre   | Par éq. | France- Manon Apithy-Brunet - Sara Balzer - Cécilia Berder - Sarah Noutcha                     | Hongrie- Sugár Katinka Battai - Anna Márton - Liza Pusztai - Luca Szűcs                             | Ukraine- Yuliya Bakastova - Olha Kharlan - Alina Komashchuk - Olena Kravatska                        | [ 30 ] |
| 22/03/2024                                   | Coupe du monde, Nanjing                 | CoM  | Épée    | Indiv.  | Giulia Rizzi                                                                                   | Song Se-ra                                                                                          | Alberta Santuccio Martyna Swatowska-Wenglarczyk                                                      | [ 31 ] |
| 22/03/2024                                   | Coupe du monde, Nanjing                 | CoM  | Épée    | Par éq. | Italie- Rossella Fiamingo - Mara Navarria - Giulia Rizzi - Alberta Santuccio                   | Chine- Sun Yiwen - Tang Junyao - Xu Nuo - Yu Sihan                                                  | Hongrie- Kinga Dekany - Tamara Gnam - Eszter Muhari - Blanka Nagy                                    | [ 32 ] |
| Fin de la période de qualification olympique |                                         |      |         |         |                                                                                                | | |        |
| 19/04/2024                                   | Coupe du monde, Tbilissi                | CoM  | Fleuret | Indiv.  | Alice Volpi                                                                                    | Arianna Errigo                                                                                      | Anna Cristino Martina Favaretto                                                                      | [ 33 ] |
| 19/04/2024                                   | Coupe du monde, Tbilissi                | CoM  | Fleuret | Par éq. | Italie- Martina Batini - Arianna Errigo - Martina Favaretto - Alice Volpi                      | France- Anita Blaze - Solène Butruille - Éva Lacheray - Pauline Ranvier                             | États-Unis- Jacqueline Dubrovich - Zander Rhodes - Lauren Scruggs - Maia Weintraub                   | [ 34 ] |
| 03/05/2024                                   | Grand Prix, Cali                        | GP   | Épée    | Indiv.  | Auriane Mallo                                                                                  | Giulia Rizzi                                                                                        | Federica Isola Nathalie Moellhausen                                                                  | [ 35 ] |
| 03/05/2024                                   | Grand Prix, Séoul                       | GP   | Sabre   | Indiv.  | Araceli Navarro                                                                                | Sarah Noutcha                                                                                       | Sara Balzer Lucía Martín-Portugués                                                                   | [ 36 ] |
| 03/05/2024                                   | Coupe du monde, Hong Kong               | CoM  | Fleuret | Indiv.  | Maia Weintraub                                                                                 | Elena Tangherlini                                                                                   | Jacqueline Dubrovich Arianna Errigo                                                                  | [ 37 ] |
| 03/05/2024                                   | Coupe du monde, Hong Kong               | CoM  | Fleuret | Par éq. | Italie- Arianna Errigo - Martina Favaretto - Francesca Palumbo - Alice Volpi                   | France- Anita Blaze - Solène Butruille - Éva Lacheray - Pauline Ranvier                             | Ukraine- Kateryna Budenko - Dariia Myroniuk - Alina Poloziuk - Olha Sopit                            | [ 38 ] |
| 17/05/2024                                   | Grand Prix, Shanghai                    | GP   | Fleuret | Indiv.  | Martina Favaretto                                                                              | Julia Walczyk-Klimaszyk                                                                             | Lee Kiefer Pauline Ranvier                                                                           |        |
| 17/05/2024                                   | Coupe du monde, Fujaïrah                | CoM  | Épée    | Indiv.  | Vivian Kong                                                                                    | Pauline Brunner                                                                                     | Auriane Mallo Alberta Santuccio                                                                      |        |
| 17/05/2024                                   | Coupe du monde, Fujaïrah                | CoM  | Épée    | Par éq. | Corée du Sud- Choi In-jeong - Kang Young-mi - Lee Hye-in - Song Se-ra                          | Italie- Rossella Fiamingo - Mara Navarria - Giulia Rizzi - Alberta Santuccio                        | Suisse- Pauline Brunner - Angeline Favre - Aurore Favre - Noemi Moeschlin                            |        |
| 17/05/2024                                   | Coupe du monde, Plovdiv                 | CoM  | Sabre   | Indiv.  | Sara Balzer                                                                                    | Olha Kharlan                                                                                        | Misaki Emura Déspina Georgiádou                                                                      |        |
| 17/05/2024                                   | Coupe du monde, Plovdiv                 | CoM  | Sabre   | Par éq. | Ukraine- Yuliya Bakastova - Olha Kharlan - Alina Komashchuk - Olena Kravatska                  | Espagne- Elena Hernández - Lucía Martín-Portugués - Araceli Navarro - Celia Pérez Cuenca            | France- Manon Apithy-Brunet - Sara Balzer - Cécilia Berder - Sarah Noutcha                           |        |
| 06/06/2024                                   | Championnats d'Afrique, Casablanca      | ChZ  | Épée    | Indiv.  | Alexandra Ndolo                                                                                | Camélia El Kord                                                                                     | Shirwit Gaber Aya Hussein                                                                            |        |
| 06/06/2024                                   | Championnats d'Afrique, Casablanca      | ChZ  | Épée    | Par éq. | Égypte- Nardin Ehab - Shirwit Gaber - Aya Hussein - Loulwa Soliman                             | Afrique du Sud- Ivana Simic - Phakama Yantolo - Phumza Yantolo                                      | Maroc- Dounia Aïtoutouhen - Camélia El Kord - Husna Tasnim Ellis - Sarah Tahra Ellis                 |        |
| 06/06/2024                                   | Championnats d'Afrique, Casablanca      | ChZ  | Fleuret | Indiv.  | Yara El-Sharkawy                                                                               | Maxine Esteban                                                                                      | Malak Hamza Noha Hany                                                                                |        |
| 06/06/2024                                   | Championnats d'Afrique, Casablanca      | ChZ  | Fleuret | Par éq. | Égypte- Sara Amr Hossny - Yara El-Sharkawy - Malak Hamza - Noha Hany                           | Tunisie- Yasmine Ayari - Nourane B'chir - Mariem Khiari - Yasmine Soussi                            | Maroc- Camélia El Kord - Manal Karmaoui - Manal Saraa                                                |        |
| 06/06/2024                                   | Championnats d'Afrique, Casablanca      | ChZ  | Sabre   | Indiv.  | Lorina Essomba                                                                                 | Nagwa Nofal                                                                                         | Renad El-Doksh Nada Hafez                                                                            |        |
| 06/06/2024                                   | Championnats d'Afrique, Casablanca      | ChZ  | Sabre   | Par éq. | Égypte- Renad El-Doksh - Nada Hafez - Alanoud Hegazy - Nagwa Nofal                             | Tunisie- Aïcha Bouajina - Yasmine Daghfous - Rania Ferjani - Yesmine Rezgui                         | Maroc- Meriam Aboutaleb - Hiba Dahbi - Inès Hnaïni - Manal Saraa                                     |        |
| 18/06/2024                                   | Championnats d'Europe, Bâle             | ChZ  | Épée    | Indiv.  | Irina Embrich                                                                                  | Auriane Mallo-Breton                                                                                | Angeline Favre Alberta Santuccio                                                                     |        |
| 18/06/2024                                   | Championnats d'Europe, Bâle             | ChZ  | Épée    | Par éq. | Italie- Rossella Fiamingo - Mara Navarria - Giulia Rizzi - Alberta Santuccio                   | Hongrie- Kinga Dékány - Tamara Gnám - Eszter Muhari - Blanka Nagy                                   | France- Marie-Florence Candassamy - Alexandra Louis-Marie - Auriane Mallo-Breton - Coraline Vitalis  |        |
| 18/06/2024                                   | Championnats d'Europe, Bâle             | ChZ  | Fleuret | Indiv.  | Arianna Errigo                                                                                 | Dariia Myroniuk                                                                                     | Carolina Stutchbury Julia Walczyk-Klimaszyk                                                          |        |
| 18/06/2024                                   | Championnats d'Europe, Bâle             | ChZ  | Fleuret | Par éq. | Italie- Arianna Errigo - Martina Favaretto - Francesca Palumbo - Alice Volpi                   | Pologne- Martyna Jelińska - Hanna Łyczbińska - Martyna Synoradzka - Julia Walczyk-Klimaszyk         | Hongrie- Kata Kondricz - Dóra Lupkovics - Aida Mohamed - Flóra Pásztor                               |        |
| 18/06/2024                                   | Championnats d'Europe, Bâle             | ChZ  | Sabre   | Indiv.  | Celia Pérez Cuenca                                                                             | Liza Pusztai                                                                                        | Zuzanna Cieślar Araceli Navarro                                                                      |        |
| 18/06/2024                                   | Championnats d'Europe, Bâle             | ChZ  | Sabre   | Par éq. | France- Manon Apithy-Brunet - Cécilia Berder - Sarah Noutcha - Caroline Quéroli                | Ukraine- Yuliya Bakastova - Olha Kharlan - Alina Komachtchouk - Olena Kravatska                     | Espagne- Elena Hernández - Lucía Martín-Portugués - Araceli Navarro - Celia Pérez Cuenca             |        |
| 22/06/2024                                   | Championnats d'Asie, Koweït             | ChZ  | Épée    | Indiv.  | Yu Sihan                                                                                       | Sun Yiwen                                                                                           | Kang Young-mi Song Se-ra                                                                             |        |
| 22/06/2024                                   | Championnats d'Asie, Koweït             | ChZ  | Épée    | Par éq. | Corée du Sud- Choi In-jeong - Kang Young-mi - Lee Hye-in - Song Se-ra                          | Chine- Sun Yiwen - Tang Junyao - Xu Nuo - Yu Sihan                                                  | Hong Kong- Au Sin Ying - Chan Wai Ling - Kaylin Hsieh - Lin Yik Hei                                  |        |
| 22/06/2024                                   | Championnats d'Asie, Koweït             | ChZ  | Fleuret | Indiv.  | Hong Se-na                                                                                     | Komaki Kikuchi                                                                                      | Yūka Ueno Wang Yuting                                                                                |        |
| 22/06/2024                                   | Championnats d'Asie, Koweït             | ChZ  | Fleuret | Par éq. | Japon- Sera Azuma - Komaki Kikuchi - Karin Miyawaki - Yūka Ueno                                | Chine- Chen Qingyuan - Huang Qianqian - Jiao Enqi - Wang Yuting                                     | Corée du Sud- Hong Se-na - Kim Ki-yeun - Lee Se-joo - Park Ji-hee                                    |        |
| 22/06/2024                                   | Championnats d'Asie, Koweït             | ChZ  | Sabre   | Indiv.  | Misaki Emura                                                                                   | Yoon Ji-su                                                                                          | Jeon Ha-young Seri Ozaki                                                                             |        |
| 22/06/2024                                   | Championnats d'Asie, Koweït             | ChZ  | Sabre   | Par éq. | Chine- Rao Xueyi - Wei Jiayi - Yang Hengyu - Zhang Xinyi                                       | Kazakhstan- Karina Dospay - Anastassiya Gulik - Jasmin Kapydzhy - Aigerim Sarybay                   | Corée du Sud- Choi Se-bin - Jeon Ha-young - Jeon Eun-hye - Yoon Ji-su                                |        |
| 22/06/2024                                   | Championnats panaméricains, Lima        | ChZ  | Épée    | Indiv.  | Margherita Guzzi Vincenti                                                                      | Hadley Husisian                                                                                     | Anne Cebula Montserrat Viveros                                                                       | [ 39 ] |
| 22/06/2024                                   | Championnats panaméricains, Lima        | ChZ  | Épée    | Par éq. | Canada- Leonora Mackinnon - Malinka Montanaro - Ruien Xiao - Julia Yin                         | États-Unis- Anne Cebula - Margherita Guzzi Vincenti - Katharine Holmes - Hadley Husisian            | Argentine- Juliana Borgarucci - Tamara Chwojnik - Isabel Di Tella - Datev Nahapetyan                 | [ 40 ] |
| 22/06/2024                                   | Championnats panaméricains, Lima        | ChZ  | Fleuret | Indiv.  | Lee Kiefer                                                                                     | Eleanor Harvey                                                                                      | Jacqueline Dubrovich Jessica Guo                                                                     | [ 41 ] |
| 22/06/2024                                   | Championnats panaméricains, Lima        | ChZ  | Fleuret | Par éq. | États-Unis- Jacqueline Dubrovich - Lee Kiefer - Lauren Scruggs - Maia Weintraub                | Canada- Sabrina Fang - Jessica Zi Jia Guo - Eleanor Harvey - Yunjia Zhang                           | Brésil- Ana Beatriz Bulcao - Mariana Pistoia - Ana Toldo                                             | [ 42 ] |
| 22/06/2024                                   | Championnats panaméricains, Lima        | ChZ  | Sabre   | Indiv.  | Elizabeth Tartakovsky                                                                          | Maia Chamberlain                                                                                    | Pamela Brind'Amour Tatyana Nazlymov                                                                  | [ 43 ] |
| 22/06/2024                                   | Championnats panaméricains, Lima        | ChZ  | Sabre   | Par éq. | États-Unis- Maia Chamberlain - Tatyana Nazlymov - Magda Skarbonkiewicz - Elizabeth Tartakovsky | Canada- Pamela Brind'Amour - Zhi Jun Liu - Marissa Ponich - Julia Shi                               | Argentine- Candela Belén Espinosa Veloso - María Belén Pérez Maurice - Maria Alicia Perroni          | [ 44 ] |
| 27/07/2024                                   | Jeux olympiques, Paris                  | JO   | Épée    | Indiv.  | Kong Man Wai                                                                                   | Auriane Mallo-Breton                                                                                | Eszter Muhari                                                                                        | [ 45 ] |
| 27/07/2024                                   | Jeux olympiques, Paris                  | JO   | Épée    | Par éq. | Italie- Rossella Fiamingo - Mara Navarria - Giulia Rizzi - Alberta Santuccio                   | France- Marie-Florence Candassamy - Alexandra Louis-Marie - Auriane Mallo-Breton - Coraline Vitalis | Pologne- Aleksandra Jarecka - Alicja Klasik - Renata Knapik-Miazga - Martyna Swatowska-Wenglarczyk   | [ 46 ] |
| 27/07/2024                                   | Jeux olympiques, Paris                  | JO   | Fleuret | Indiv.  | Lee Kiefer                                                                                     | Lauren Scruggs                                                                                      | Eleanor Harvey                                                                                       | [ 47 ] |
| 27/07/2024                                   | Jeux olympiques, Paris                  | JO   | Fleuret | Par éq. | États-Unis- Jacqueline Dubrovich - Lee Kiefer - Lauren Scruggs - Maia Weintraub                | Italie- Arianna Errigo - Martina Favaretto - Alice Volpi - Francesca Palumbo                        | Japon- Sera Azuma - Karin Miyawaki - Yūka Ueno - Komaki Kikuchi                                      | [ 48 ] |
| 27/07/2024                                   | Jeux olympiques, Paris                  | JO   | Sabre   | Indiv.  | Manon Apithy-Brunet                                                                            | Sara Balzer                                                                                         | Olha Kharlan                                                                                         | [ 49 ] |
| 27/07/2024                                   | Jeux olympiques, Paris                  | JO   | Sabre   | Par éq. | Ukraine- Yuliya Bakastova - Alina Komachtchouk - Olha Kharlan - Olena Kravatska                | Corée du Sud- Choi Se-bin - Jeon Ha-young - Jeon Eun-hye - Yoon Ji-su                               | Japon- Risa Takashima - Seri Ozaki - Misaki Emura - Shihomi Fukushima                                | [ 50 ] |

### Messieurs

#### Circuit principal
| Date                                         | Nom et lieu du tournoi                      | Cat. | Arme    | Type    | Vainqueur                                                                             | Finaliste | Troisièmes                                                                            | T      |
| -------------------------------------------- | ------------------------------------------- | ---- | ------- | ------- | ------------------------------------------------------------------------------------- | --- | ------------------------------------------------------------------------------------- | ------ |
| 09/11/2023                                   | Coupe du Monde, Alger                       | CoM  | Sabre   | Indiv.  | Boladé Apithy                                                                         | Oh Sang-uk | Áron Szilágyi Pietro Torre                                                            | [ 51 ] |
| 09/11/2023                                   | Coupe du Monde, Alger                       | CoM  | Sabre   | Par éq. | États-Unis- Eli Dershwitz - Andrew Doddo - Antonio Heathcock - Colin Heathcock        | Corée du Sud- Gu Bon-gil - Ha Han-sol - Oh Sang-uk - Park Sang-won                                             | Italie- Enrico Berrè - Luca Curatoli - Michele Gallo - Luigi Samele                   | [ 52 ] |
| 10/11/2023                                   | Grand prix d'escrime de Berne, Berne        | CoM  | Épée    | Indiv.  | Lucas Malcotti                                                                        | Alexis Bayard                                                                                                  | Máté Koch Masaru Yamada                                                               | [ 53 ] |
| 10/11/2023                                   | Grand prix d'escrime de Berne, Berne        | CoM  | Épée    | Par éq. | France- Alexandre Bardenet - Gaétan Billa - Yannick Borel - Romain Cannone            | Italie- Gabriele Cimini - Davide Di Veroli - Andrea Santarelli - Federico Vismara                              | Hongrie- Tibor Andrásfi - Máté Koch - David Nagy - Gergely Siklósi                    | [ 54 ] |
| 10/11/2023                                   | Coupe du monde, Istanbul                    | CoM  | Fleuret | Indiv.  | Alexander Massialas                                                                   | Cheung Ka Long                                                                                                 | Giorgio Avola Giulio Lombardi                                                         | [ 55 ] |
| 10/11/2023                                   | Coupe du monde, Istanbul                    | CoM  | Fleuret | Par éq. | Italie- Guillaume Bianchi - Alessio Foconi - Daniele Garozzo - Filippo Macchi         | Japon- Kazuki Iimura - Kyōsuke Matsuyama - Yudai Nagano - Takahiro Shikine                                     | États-Unis- Miles Chamley-Watson - Nick Itkin - Alexander Massialas - Gerek Meinhardt | [ 56 ] |
| 07/12/2023                                   | Trophée Nuoma, Orléans                      | GP   | Sabre   | Indiv.  | Matyas Szabo                                                                          | Maxime Pianfetti                                                                                               | Sébastien Patrice Pietro Torre                                                        | [ 57 ] |
| 08/12/2023                                   | Coupe du monde, Vancouver                   | CoM  | Épée    | Indiv.  | Luidgi Midelton                                                                       | Wang Zijie | Giulio Gaetani Kōki Kanō                                                              | [ 58 ] |
| 08/12/2023                                   | Coupe du monde, Vancouver                   | CoM  | Épée    | Par éq. | Japon- Kōki Kanō - Ryū Matsumoto - Kazuyasu Minobe - Masaru Yamada                    | Italie- Valerio Cuomo - Davide Di Veroli - Andrea Santarelli - Federico Vismara                                | Venezuela- Francisco Limardo - Jesús Limardo - Rubén Limardo - Grabiel Lugo           | [ 59 ] |
| 08/12/2023                                   | Coupe du Prince Takamado, Tokoname          | CoM  | Fleuret | Indiv.  | Alexander Massialas                                                                   | Mohamed Hamza                                                                                                  | Choi Chun Yin Edoardo Luperi                                                          | [ 60 ] |
| 08/12/2023                                   | Coupe du Prince Takamado, Tokoname          | CoM  | Fleuret | Par éq. | France- Maximilien Chastanet - Enzo Lefort - Julien Mertine - Rafaël Savin            | Italie- Guillaume Bianchi - Daniele Garozzo - Filippo Macchi - Tommaso Marini                                  | Hong Kong- Cheung Ka Long - Choi Chun Yin - Nicholas Choi - Ng Lok Wang               | [ 61 ] |
| 11/01/2024                                   | Challenge international de Paris, Paris     | CoM  | Fleuret | Indiv.  | Tommaso Marini                                                                        | Alessio Foconi                                                                                                 | Guillaume Bianchi Filippo Macchi                                                      | [ 62 ] |
| 11/01/2024                                   | Challenge international de Paris, Paris     | CoM  | Fleuret | Par éq. | États-Unis- Miles Chamley-Watson - Chase Emmer - Nick Itkin - Alexander Massialas     | Japon- Kazuki Iimura - Kyōsuke Matsuyama - Yudai Nagano - Takahiro Shikine                                     | France- Maximilien Chastanet - Julien Mertine - Maxime Pauty - Rafaël Savin           | [ 63 ] |
| 12/01/2024                                   | Grand Prix, Tunis                           | GP   | Sabre   | Indiv.  | Colin Heathcock                                                                       | Farès Ferjani                                                                                                  | Sandro Bazadze Áron Szilágyi                                                          | [ 64 ] |
| 29/01/2024                                   | Grand Prix du Qatar, Doha                   | GP   | Épée    | Indiv.  | Yuval Freilich                                                                        | Federico Vismara                                                                                               | Samuel Imrek Yeisser Ramirez                                                          | [ 65 ] |
| 09/02/2024                                   | Trophée INALPI, Turin                       | GP   | Fleuret | Indiv.  | Cheung Ka Long                                                                        | Alexander Choupenitch                                                                                          | Nick Itkin Enzo Lefort                                                                | [ 66 ] |
| 09/02/2024                                   | Coupe du monde, Tbilissi                    | CoM  | Sabre   | Indiv.  | Áron Szilágyi                                                                         | Ali Pakdaman                                                                                                   | Sandro Bazadze Luigi Samele                                                           | [ 67 ] |
| 09/02/2024                                   | Coupe du monde, Tbilissi                    | CoM  | Sabre   | Par éq. | Corée du Sud- Do Gyeong-dong - Gu Bon-gil - Park Sang-won - Sung Hyeon-mo             | Hongrie- Tamás Decsi - Csanád Gémesi - András Szatmári - Áron Szilágyi                                         | États-Unis- Eli Dershwitz - Filip Dolegiewicz - Colin Heathcock - Mitchell Saron      | [ 68 ] |
| 22/02/2024                                   | Coupe d'Heidenheim, Heidenheim an der Brenz | CoM  | Épée    | Indiv.  | Masaru Yamada                                                                         | Enrico Piatti                                                                                                  | Paul Allègre Federico Vismara                                                         | [ 69 ] |
| 22/02/2024                                   | Coupe d'Heidenheim, Heidenheim an der Brenz | CoM  | Épée    | Par éq. | Hongrie- Tibor Andrásfi - Máté Koch - David Nagy - Gergely Siklósi                    | Japon- Kōki Kanō - Ryū Matsumoto - Kazuyasu Minobe - Masaru Yamada                                             | France- Alexandre Bardenet - Romain Cannone - Kendrick Jean-Joseph - Luidgi Midelton  | [ 70 ] |
| 22/02/2024                                   | Challenge des Pharaons, Le Caire            | CoM  | Fleuret | Indiv.  | Tommaso Marini                                                                        | Edoardo Luperi                                                                                                 | Daniel Dosa Mo Ziwei                                                                  | [ 71 ] |
| 22/02/2024                                   | Challenge des Pharaons, Le Caire            | CoM  | Fleuret | Par éq. | Italie- Alessio Foconi - Daniele Garozzo - Filippo Macchi - Tommaso Marini            | Japon- Kazuki Iimura - Kyōsuke Matsuyama - Yudai Nagano - Takahiro Shikine                                     | États-Unis- Miles Chamley-Watson - Nick Itkin - Alexander Massialas - Gerek Meinhardt | [ 72 ] |
| 01/03/2024                                   | Trophée Luxardo, Padoue                     | CoM  | Sabre   | Indiv.  | Colin Heathcock                                                                       | Luigi Samele                                                                                                   | Ziad El-Sissy Santiago Madrigal                                                       | [ 73 ] |
| 01/03/2024                                   | Trophée Luxardo, Padoue                     | CoM  | Sabre   | Par éq. | Corée du Sud- Do Gyeong-dong - Gu Bon-gil - Ha Han-sol - Park Sang-won                | États-Unis- Eli Dershwitz - Filip Dolegiewicz - Colin Heathcock - Mitchell Saron                               | France- Boladé Apithy - Jean-Philippe Patrice - Sébastien Patrice - Maxime Pianfetti  | [ 74 ] |
| 08/03/2024                                   | Grand Prix Westend, Budapest                | GP   | Épée    | Indiv.  | Yannick Borel                                                                         | Gergely Siklósi                                                                                                | Máté Koch Kweon Young-jun                                                             | [ 75 ] |
| 15/03/2024                                   | Grand Prix, Washington                      | GP   | Fleuret | Indiv.  | Nick Itkin                                                                            | Enzo Lefort | Filippo Macchi Kyōsuke Matsuyama                                                      | [ 76 ] |
| 22/03/2024                                   | Coupe du monde, Tbilissi                    | CoM  | Épée    | Indiv.  | Romain Cannone                                                                        | Neisser Loyola                                                                                                 | Alexandre Bardenet David Nagy                                                         | [ 77 ] |
| 22/03/2024                                   | Coupe du monde, Tbilissi                    | CoM  | Épée    | Par éq. | France- Paul Allègre - Yannick Borel - Romain Cannone - Luidgi Midelton               | Tchéquie- Jiří Beran - Michal Čupr - Jakub Jurka - Martin Rubeš                                                | Kazakhstan- Elmir Alimzhanov - Ruslan Kurbanov - Yerlik Sertay - Vadim Sharlaimov     | [ 78 ] |
| 22/03/2024                                   | Coupe du Monde, Budapest                    | CoM  | Sabre   | Indiv.  | András Szatmári                                                                       | Luca Curatoli                                                                                                  | Ali Pakdaman Enver Yıldırım                                                           | [ 79 ] |
| 22/03/2024                                   | Coupe du Monde, Budapest                    | CoM  | Sabre   | Par éq. | États-Unis- Eli Dershwitz - Filip Dolegiewicz - Colin Heathcock - Mitchell Saron      | Corée du Sud- Do Gyeong-dong - Gu Bon-gil - Oh Sang-uk - Park Sang-won                                         | Allemagne- Luis Bonah - Raoul Bonah - Frederic Kindler - Matyas Szabo                 | [ 80 ] |
| Fin de la période de qualification olympique |                                             |      |         |         |                                                                                       | |                                                                                       |        |
| 03/05/2024                                   | Grand Prix, Cali                            | GP   | Épée    | Indiv.  | Kōki Kanō                                                                             | Gergely Siklósi                                                                                                | Mohamed El-Sayed Máté Koch                                                            | [ 81 ] |
| 03/05/2024                                   | Grand Prix, Séoul                           | GP   | Sabre   | Indiv.  | Ziad El-Sissy                                                                         | Sandro Bazadze                                                                                                 | Filip Dolegiewicz Colin Heathcock                                                     | [ 82 ] |
| 03/05/2024                                   | Coupe du Monde, Hong Kong                   | CoM  | Fleuret | Indiv.  | Guillaume Bianchi                                                                     | Takahiro Shikine                                                                                               | Carlos Llavador Tommaso Marini                                                        | [ 83 ] |
| 03/05/2024                                   | Coupe du Monde, Hong Kong                   | CoM  | Fleuret | Par éq. | Hong Kong- Cheung Ka Long - Choi Chun Yin - Lee Yat Long - Leung Chin Yu              | Italie- Guillaume Bianchi - Alessio Foconi - Filippo Macchi - Tommaso Marini                                   | Corée du Sud- Ha Tae-gyu - Kim Dong-su - Kim Jae-won - Youn Jeong-yun                 | [ 84 ] |
| 17/05/2024                                   | Grand Prix, Shanghai                        | GP   | Fleuret | Indiv.  | Cheung Ka Long                                                                        | Gerek Meinhardt                                                                                                | Mohamed Hamza Kazuki Iimura                                                           |        |
| 17/05/2024                                   | Challenge Monal, Saint-Maur-des-Fossés      | CoM  | Épée    | Indiv.  | Gergely Siklósi                                                                       | Masaru Yamada                                                                                                  | Davide Di Veroli Wang Zijie                                                           |        |
| 17/05/2024                                   | Challenge Monal, Saint-Maur-des-Fossés      | CoM  | Épée    | Par éq. | Japon- Kōki Kanō - Akira Komata - Kazuyasu Minobe - Kentaro Murayama                  | France- Alexandre Bardenet - Yannick Borel - Romain Cannone - Luidgi Midelton                                  | Kazakhstan- Elmir Alimzhanov - Ruslan Kurbanov - Yerlik Sertay - Vadim Sharlaimov     |        |
| 17/05/2024                                   | Ville de Madrid, Madrid                     | CoM  | Sabre   | Indiv.  | Sébastien Patrice                                                                     | Ha Han-sol | William Morrill Matteo Neri                                                           |        |
| 17/05/2024                                   | Ville de Madrid, Madrid                     | CoM  | Sabre   | Par éq. | États-Unis- Eli Dershwitz - Filip Dolegiewicz - Colin Heathcock - William Morrill     | Égypte- Mohamed Amer - Ziad El-Sissy - Yassine Khodir - Adham Moataz                                           | Hongrie- Tamás Decsi - Csanád Gémesi - Krisztian Rabb - Áron Szilágyi                 |        |
| 06/06/2024                                   | Championnats d'Afrique, Casablanca          | ChZ  | Épée    | Indiv.  | Mohamed El-Sayed                                                                      | Houssam El Kord                                                                                                | Bedi Beugré Mohamed Yassine                                                           |        |
| 06/06/2024                                   | Championnats d'Afrique, Casablanca          | ChZ  | Épée    | Par éq. | Égypte- Mohamed El-Sayed - Ahmed El-Sayed - Mahmoud Mohsen - Mohamed Yassine          | Maroc- Abdelkarim El Haouari - Houssam El Kord - Yehia Ellis - Amine Faleh                                     | Afrique du Sud- Sergey Losevskiy - Michael Malahe - Harry Saner                       |        |
| 06/06/2024                                   | Championnats d'Afrique, Casablanca          | ChZ  | Fleuret | Indiv.  | Mohamed Hamza                                                                         | Abdelrahman Tolba                                                                                              | Alaaeldin Abouelkassem Jérémy Keryhuel                                                |        |
| 06/06/2024                                   | Championnats d'Afrique, Casablanca          | ChZ  | Fleuret | Par éq. | Égypte- Alaaeldin Abouelkassem - Mohamed Essam - Mohamed Hamza - Abdelrahman Tolba    | Maroc- Ahmed El Akkad - Amir El Rhazzouly - Amine Faleh - Anouar Lachiri                                       | Sénégal- Famara Diame - Noé Robin - Bourama Keba Sagnan                               |        |
| 06/06/2024                                   | Championnats d'Afrique, Casablanca          | ChZ  | Sabre   | Indiv.  | Mohamed Amer                                                                          | Adham Moataz                                                                                                   | Ziad El-Sissy Evann Girault                                                           |        |
| 06/06/2024                                   | Championnats d'Afrique, Casablanca          | ChZ  | Sabre   | Par éq. | Tunisie- Mohamed Aziz Cherni - Farès Ferjani - Ahmed Ferjani - Amenallah Hmissi       | Égypte- Mohamed Amer - Ziad El-Sissy - Yassine Khodir - Adham Moataz                                           | Maroc- Walid El Falji - Nadir Hanane - Jihad Kabbaj - Ali Maftouh                     |        |
| 18/06/2024                                   | Championnats d'Europe, Bâle                 | ChZ  | Épée    | Indiv.  | Luidgi Midelton                                                                       | Gergely Siklósi                                                                                                | Tibor Andrásfi Ian Hauri                                                              |        |
| 18/06/2024                                   | Championnats d'Europe, Bâle                 | ChZ  | Épée    | Par éq. | France- Paul Allègre - Alexandre Bardenet - Romain Cannone - Luidgi Midelton          | Italie- Gabriele Cimini - Davide Di Veroli - Andrea Santarelli - Federico Vismara                              | Espagne- Yulen Pereira - Gerard Gonel - Juan-Pedro Romero - Eugeni Gavalda            |        |
| 18/06/2024                                   | Championnats d'Europe, Bâle                 | ChZ  | Fleuret | Indiv.  | Tommaso Marini                                                                        | Alessio Foconi                                                                                                 | Alexander Choupenitch Maxime Pauty                                                    |        |
| 18/06/2024                                   | Championnats d'Europe, Bâle                 | ChZ  | Fleuret | Par éq. | France- Maximilien Chastanet - Enzo Lefort - Julien Mertine - Maxime Pauty            | Hongrie- Daniel Dósa - Andor Mihályi - Gergő Szemes - Gergely Tóth                                             | Italie- Guillaume Bianchi - Alessio Foconi - Filippo Macchi - Tommaso Marini          |        |
| 18/06/2024                                   | Championnats d'Europe, Bâle                 | ChZ  | Sabre   | Indiv.  | Michele Gallo                                                                         | Luca Curatoli                                                                                                  | Luigi Samele Jean-Philippe Patrice                                                    |        |
| 18/06/2024                                   | Championnats d'Europe, Bâle                 | ChZ  | Sabre   | Par éq. | Hongrie- Tamás Decsi - Csanád Gémesi - Krisztián Rabb - Áron Szilágyi                 | Roumanie- Matei Cidu - Vlad Covaliu - Radu Nițu - Răzvan Ursachi                                               | Turquie- Tolga Aslan - Muhammed Kalender - Furkan Yaman - Enver Yıldırım              |        |
| 22/06/2024                                   | Championnats d'Asie, Koweït                 | ChZ  | Épée    | Indiv.  | Ho Wai Hang                                                                           | Ng Ho Tin | Akira Komata Yerlik Sertay                                                            |        |
| 22/06/2024                                   | Championnats d'Asie, Koweït                 | ChZ  | Épée    | Par éq. | Kazakhstan- Elmir Alimzhanov - Ruslan Kurbanov - Yerlik Sertay - Vadim Sharlaimov     | Japon- Kōki Kanō - Akira Komata - Kazuyasu Minobe - Masaru Yamada                                              | Chine- Lan Minghao - Wang Zijie - Xiu Yuhan - Yang Fengming                           |        |
| 22/06/2024                                   | Championnats d'Asie, Koweït                 | ChZ  | Fleuret | Indiv.  | Kyōsuke Matsuyama                                                                     | Kazuki Iimura                                                                                                  | Mo Ziwei Takahiro Shikine                                                             |        |
| 22/06/2024                                   | Championnats d'Asie, Koweït                 | ChZ  | Fleuret | Par éq. | Chine- Chen Haiwei - Mo Ziwei - Wu Bin - Xu Jie                                       | Corée du Sud- Ha Tae-gyu - Im Cheol-woo - Lee Kwang-hyun - Youn Jeong-hyun                                     | Japon- Kazuki Iimura - Kyōsuke Matsuyama - Yudai Nagano - Takahiro Shikine            |        |
| 22/06/2024                                   | Championnats d'Asie, Koweït                 | ChZ  | Sabre   | Indiv.  | Oh Sang-uk                                                                            | Shen Chenpeng                                                                                                  | Yousef al-Shamlan Mohammad Rahbari                                                    |        |
| 22/06/2024                                   | Championnats d'Asie, Koweït                 | ChZ  | Sabre   | Par éq. | Corée du Sud- Gu Bon-gil - Ha Han-sol - Oh Sang-uk - Park Sang-won                    | Iran- Farzad Baher Aresbaran - Mohammad Fotouhi - Ali Pakdaman - Mohammad Rahbari                              | Hong Kong- Chan Lok Hei - Ho Sze Long - Leung Tin Ching - Low Ho Tin                  |        |
| 22/06/2024                                   | Championnats panaméricains, Lima            | ChZ  | Épée    | Indiv.  | Samuel Imrek                                                                          | Kruz Schembri                                                                                                  | Fynn Fafard Jesús Limardo                                                             | [ 85 ] |
| 22/06/2024                                   | Championnats panaméricains, Lima            | ChZ  | Épée    | Par éq. | Venezuela- Francisco Limardo - Jesús Limardo - Rubén Limardo - Grabiel Lugo           | Colombie- Juan Andres Castillo Guttierez - Kevin Andres Restrepo Garcia - Hernando Roa - Jhon Édison Rodríguez | Brésil- Alexandre Camargo - Richard Grunhauser - Leopoldo Gubert - Pedro Petrich      | [ 86 ] |
| 22/06/2024                                   | Championnats panaméricains, Lima            | ChZ  | Fleuret | Indiv.  | Nick Itkin                                                                            | Gerek Meinhardt                                                                                                | Alexander Massialas Guilherme Toldo                                                   | [ 87 ] |
| 22/06/2024                                   | Championnats panaméricains, Lima            | ChZ  | Fleuret | Par éq. | États-Unis- Miles Chamley-Watson - Nick Itkin - Alexander Massialas - Gerek Meinhardt | Brésil- Pedro Marostega - Paulo Morais - Ricardo Pacheco - Guilherme Toldo                                     | Canada- Blake Broszus - Daniel Gu - Bogdan Hamilton - Maximilien van Haaster          | [ 88 ] |
| 22/06/2024                                   | Championnats panaméricains, Lima            | ChZ  | Sabre   | Indiv.  | Eli Dershwitz                                                                         | Mitchell Saron                                                                                                 | Farès Arfa Olivier Desrosiers                                                         | [ 89 ] |
| 22/06/2024                                   | Championnats panaméricains, Lima            | ChZ  | Sabre   | Par éq. | États-Unis- Lev Ben Avram - Eli Dershwitz - Filip Dolegiewicz - Mitchell Saron        | Canada- Fares Arfa - Francois Cauchon - Olivier Desrosiers - Shaul Gordon                                      | Mexique- Julian Ayala - Josue Morales - Jorge Antonio Rodriguez                       | [ 90 ] |
| 27/07/2024                                   | Jeux olympiques, Paris                      | JO   | Épée    | Indiv.  | Kōki Kanō                                                                             | Yannick Borel                                                                                                  | Mohamed El-Sayed                                                                      | [ 91 ] |
| 27/07/2024                                   | Jeux olympiques, Paris                      | JO   | Épée    | Par éq. | Hongrie- Gergely Siklósi - Máté Tamas Koch - Tibor Andrásfi - Dávid Nagy              | Japon- Kōki Kanō - Kazuyasu Minobe - Masaru Yamada - Akira Komata                                              | Tchéquie- Jiří Beran - Jakub Jurka - Martin Rubeš - Michal Čupr                       | [ 92 ] |
| 27/07/2024                                   | Jeux olympiques, Paris                      | JO   | Fleuret | Indiv.  | Cheung Ka Long                                                                        | Filippo Macchi                                                                                                 | Nick Itkin                                                                            | [ 47 ] |
| 27/07/2024                                   | Jeux olympiques, Paris                      | JO   | Fleuret | Par éq. | Japon- Takahiro Shikine - Kazuki Iimura - Kyōsuke Matsuyama - Yudai Nagano            | Italie- Tommaso Marini - Guillaume Bianchi - Filippo Macchi - Alessio Foconi                                   | France- Enzo Lefort - Maxime Pauty - Maximilien Chastanet - Julien Mertine            | [ 93 ] |
| 27/07/2024                                   | Jeux olympiques, Paris                      | JO   | Sabre   | Indiv.  | Oh Sang-uk                                                                            | Farès Ferjani                                                                                                  | Luigi Samele                                                                          | [ 94 ] |
| 27/07/2024                                   | Jeux olympiques, Paris                      | JO   | Sabre   | Par éq. | Corée du Sud- Oh Sang-uk - Gu Bon-gil - Park Sang-won - Do Gyeong-dong                | Hongrie- Áron Szilágyi - Csanád Gémesi - András Szatmári - Krisztián Rabb                                      | France- Sébastien Patrice - Maxime Pianfetti - Boladé Apithy - Jean-Philippe Patrice  | [ 95 ] |

## Classements généraux

### Épée
| Rang | Nom                       | Points |
| ---- | ------------------------- | ------ |
| 1    | Vivian Kong               | 265    |
| 2    | Auriane Mallo-Breton      | 199    |
| 3    | Eszter Muhari             | 158    |
| 4    | Giulia Rizzi              | 156    |
| 5    | Song Se-ra                | 142    |
| 6    | Alberta Santuccio         | 140    |
| 7    | Nelli Differt             | 130    |
| 8    | Marie-Florence Candassamy | 127    |
| 9    | Sun Yiwen                 | 112    |
| 10   | Margherita Guzzi Vincenti | 133    |

| Rang | Nom          | Points |
| ---- | ------------ | ------ |
| 1    | Italie       | 404    |
| 2    | Corée du Sud | 332    |
| 3    | Chine        | 372    |
| 4    | France       | 260    |
| 5    | États-Unis   | 252    |

| Rang | Nom                   | Points |
| ---- | --------------------- | ------ |
| 1    | Kōki Kanō             | 218    |
| 2    | Gergely Siklósi       | 198    |
| 3    | Yannick Borel         | 196    |
| 4    | Mohamed El-Sayed      | 160    |
| 5    | Federico Vismara      | 141    |
| 6    | Máté Tamas Koch       | 138    |
| 7    | Masaru Yamada         | 137    |
| 8    | Luidgi Midelton       | 126    |
| 9    | Tibor Andrásfi        | 121    |
| 10   | Yuval Shalom Freilich | 112    |

| Rang | Nom        | Points |
| ---- | ---------- | ------ |
| 1    | Japon      | 368    |
| 2    | France     | 356    |
| 3    | Hongrie    | 320    |
| 4    | Italie     | 280    |
| 5    | Kazakhstan | 266    |

### Fleuret
| Rang | Nom                     | Points |
| ---- | ----------------------- | ------ |
| 1    | Lee Kiefer              | 322    |
| 2    | Martina Favaretto       | 223    |
| 3    | Arianna Errigo          | 219    |
| 4    | Lauren Scruggs          | 171    |
| 5    | Alice Volpi             | 168    |
| 6    | Julia Walczyk-Klimaszyk | 154    |
| 7    | Jessica Guo             | 150    |
| 8    | Eleanor Harvey          | 141    |
| 9    | Anne Sauer              | 139    |
| 10   | Chen Qingyuan           | 126    |

| Rang | Nom        | Points |
| ---- | ---------- | ------ |
| 1    | Italie     | 412    |
| 2    | États-Unis | 396    |
| 3    | Japon      | 300    |
| 4    | France     | 270    |
| 5    | Pologne    | 254    |

| Rang | Nom                 | Points |
| ---- | ------------------- | ------ |
| 1    | Cheung Ka Long      | 252    |
| 2    | Nick Itkin          | 210    |
| 3    | Mohamed Hamza       | 193    |
| 4    | Tommaso Marini      | 182    |
| 5    | Kazuki Iimura       | 177    |
| 6    | Guillaume Bianchi   | 171    |
| 7    | Filippo Macchi      | 170    |
| 8    | Alexander Massialas | 148    |
| 9    | Enzo Lefort         | 145    |
| 10   | Kyōsuke Matsuyama   | 140    |

| Rang | Nom        | Points |
| ---- | ---------- | ------ |
| 1    | Italie     | 376    |
| 2    | Japon      | 360    |
| 3    | États-Unis | 312    |
| 4    | France     | 302    |
| 5    | Chine      | 264    |

### Sabre
| Rang | Nom                    | Points |
| ---- | ---------------------- | ------ |
| 1    | Sara Balzer            | 236    |
| 2    | Manon Apithy-Brunet    | 219    |
| 3    | Olha Kharlan           | 215    |
| 4    | Misaki Emura           | 167    |
| 5    | Lucía Martín-Portugués | 163    |
| 6    | Theodóra Gkountoúra    | 133    |
| 7    | Araceli Navarro        | 118    |
| 8    | Jeon Ha-young          | 118    |
| 9    | Cécilia Berder         | 118    |
| 10   | Choi Se-bin            | 114    |

| Rang | Nom          | Points |
| ---- | ------------ | ------ |
| 1    | France       | 380    |
| 2    | Ukraine      | 372    |
| 3    | Corée du Sud | 312    |
| 4    | Hongrie      | 256    |
| 5    | États-Unis   | 244    |

| Rang | Nom               | Points |
| ---- | ----------------- | ------ |
| 1    | Oh Sang-uk        | 247    |
| 2    | Ziad El-Sissy     | 192    |
| 3    | Farès Ferjani     | 186    |
| 4    | Luigi Samele      | 183    |
| 5    | Matyas Szabo      | 157    |
| 6    | Sébastien Patrice | 156    |
| 7    | Colin Heathcock   | 150    |
| 8    | Boladé Apithy     | 145    |
| 9    | Sandro Bazadze    | 139    |
| 10   | Luca Curatoli     | 110    |

| Rang | Nom          | Points |
| ---- | ------------ | ------ |
| 1    | Corée du Sud | 424    |
| 2    | États-Unis   | 364    |
| 3    | Hongrie      | 332    |
| 4    | France       | 248    |
| 5    | Égypte       | 242    |

## Statistiques
Tableaux des médailles masculin et féminin global des épreuves de coupe du monde et Grands Prix, hors satellites et grands championnats.
| Rang  | Nation       | Or | Argent | Bronze | Total |
| ----- | ------------ | -- | ------ | ------ | ----- |
| 1     | France       | 10 | 5      | 9      | 24    |
| 2     | Italie       | 9  | 11     | 11     | 31    |
| 3     | États-Unis   | 6  | 3      | 7      | 16    |
| 4     | Ukraine      | 3  | 4      | 5      | 12    |
| 5     | Hong Kong    | 3  | 0      | 0      | 3     |
| 6     | Corée du Sud | 2  | 3      | 1      | 6     |
| 7     | Espagne      | 2  | 2      | 1      | 5     |
| 8     | Hongrie      | 1  | 3      | 4      | 8     |
| 9     | Chine        | 1  | 1      | 1      | 3     |
| 10    | Estonie      | 1  | 0      | 1      | 2     |
| Total | Total        | 39 | 39     | 63     | 141   |

| Rang  | Nation       | Or | Argent | Bronze | Total |
| ----- | ------------ | -- | ------ | ------ | ----- |
| 1     | États-Unis   | 9  | 2      | 8      | 19    |
| 2     | France       | 8  | 2      | 7      | 17    |
| 3     | Italie       | 5  | 10     | 13     | 28    |
| 4     | Japon        | 4  | 6      | 3      | 13    |
| 5     | Hongrie      | 4  | 3      | 9      | 15    |
| 6     | Hong Kong    | 3  | 1      | 2      | 6     |
| 7     | Corée du Sud | 2  | 4      | 2      | 8     |
| 8     | Égypte       | 1  | 2      | 2      | 5     |
| 9     | Suisse       | 1  | 1      | 0      | 2     |
| 10    | Allemagne    | 1  | 0      | 2      | 3     |
| Total | Total        | 39 | 39     | 63     | 141   |